# Bockstraße 11 (Quedlinburg)

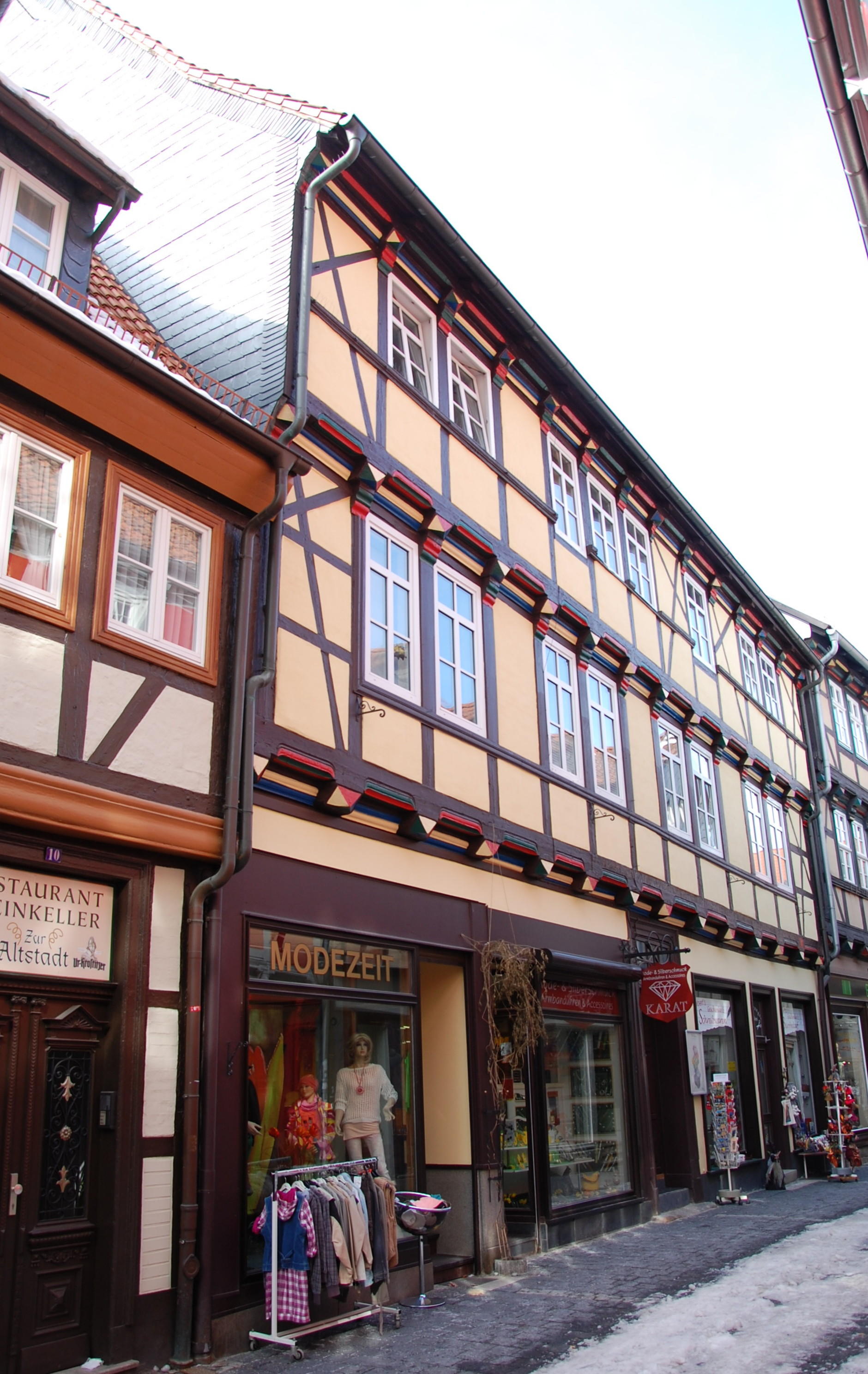
Haus Bockstraße 11

Das Haus Bockstraße 11 ist ein denkmalgeschütztes Gebäude in der Stadt Quedlinburg in Sachsen-Anhalt.

## Lage
Es befindet sich nordöstlich des Marktplatzes der Stadt und gehört zum UNESCO-Weltkulturerbe. Im Quedlinburger Denkmalverzeichnis ist es als Kaufmannshof eingetragen. Westlich grenzt das gleichfalls denkmalgeschützte Haus Bockstraße 12 an.

## Architektur und Geschichte
Das dreigeschossige Fachwerkhaus wurde nach einer an der Stockschwelle befindlichen Inschrift im Jahr 1662 von Andreas Schröder errichtet. Auf ihn verweist die mit einem Wappen versehene Inschrift A.SCHR. Bauherren waren Heinrich Wineken und Agneta Heidtfeld. An der Fassade finden sich Brüstungsbrett, die Fachwerkfigur Halber Mann und profilierte Füllhölzer. Im Erdgeschoss ist die im Stil des Klassizismus gestaltete Türrahmung bemerkenswert.
Auf der Rückseite des Anwesens, zur Jüdengasse hin, steht ein barocker Speicher aus der Zeit um 1700.